# Manuel António Pina
Manuel António Pina (Sabugal, 18 de novembro de 1943 — Porto, 19 de outubro de 2012) foi um jornalista e escritor português, premiado em 2011 com o Prémio Camões.

## Biografia
Manuel António Pina nasceu em 18 de Novembro de 1943, no Sabugal, distrito da Guarda, na Beira Alta, filho de Manuel Pina e Ester Mota. Desde os 17 anos passou a viver na cidade do Porto.
Tendo licenciado-se em Direito na Faculdade de Direito da Universidade de Coimbra, foi jornalista do Jornal de Notícias durante três décadas, tendo depois permanecido como cronista do mesmo Jornal de Notícias e da revista Notícias Magazine.
A obra de Manuel António Pina incidiu principalmente na poesia e na literatura infanto-juvenil embora tenha escrito também diversas peças de teatro e de obras de ficção e crónica. Algumas dessas obras foram adaptadas ao cinema e televisão e editadas em disco.
A sua obra se difundiu em países como França (Francês e Corso), Estados Unidos, Espanha (Castelhano, Galego e Catalão), Dinamarca, Alemanha, Países Baixos, Rússia, Croácia e Bulgária.
Em 2005, em 9 de maio, foi feito Comendador da Ordem do Infante D. Henrique.
Manuel António Pina faleceu no dia 19 de Outubro de 2012 no Hospital de Santo António, no Porto.

## Obras
Poesia
- 1974 - Ainda não é o fim nem o princípio do mundo calma é apenas um pouco tarde
- 1978 - Aquele que quer morrer;
- 1981 - A lâmpada do quarto? A criança?
- 1984 - Nenhum sítio.
- 1988 - O caminho de casa.
- 1991 - Um sítio onde pousar a cabeça.
- 1992 - Algo parecido com isto da mesma substância (poesia reunida, 1974/1992)
- 1993 - Farewell happy fields.
- 1994 - Cuidados intensivos
- 1998 - Pequena antologia de Manuel António Pina
- 1999 - Nenhuma palavra e nenhuma lembrança
- 2001 - Atropelamento e fuga
- 2001 - Poesia reunida 1974-2001
- 2003 - Os livros
- 2011 - Poesia Saudade da prosa: Uma antologia pessoal
- 2011 - Como se desenha uma casa
- 2012 - Todas as palavras: Poesia reunida

Literatura infantil
- 1973 - O país das pessoas de pernas para o ar
- 1978 - Gigões e Amantes
- 1976 - O Têpluquê
- 1976 - O livro dos porquês
- 1983 - O pássaro da cabeça (poesia)
- 1983 - Os dois ladrões (teatro);
- 1984 - História com reis, rainhas, bobos, bombeiros e galinhas
- 1985 - A guerra do tabuleiro de xadrez
- 1986 - Os piratas (ficção);
- 1987 - O inventão
- 1993 - O tesouro
- 1995 - O meu rio é de ouro = Mi río es de ouro
- 1996 - Uma viagem fantástica
- 1997 - Os piratas
- 1998 - Aquilo que os olhos veem ou O Adamastor
- 1999 - Histórias que me contaste tu
- 2001 - A noite
- 2001 - Pequeno livro de desmatemática
- 2002 - Perguntem aos vossos gatos e aos vossos cães
- 2007 - A Caneta Preta
- 2009 - História do sábio fechado na sua biblioteca
- 2009 - O cavalinho de pau do Menino Jesus e outros contos de Natal

Outros
- 1994 - O anacronista
- 2000 - Lua negra. Dark moon
- 2001 - Porto. Modo de dizer
- 2003 - Os papéis de K.
- 2007 - Dito em voz alta : entrevistas sobre literatura, isto é, sobre tudo

## Prémios
- 1978 - Prémio de Poesia da Casa da Imprensa
- 1987 - Prémio Gulbenkian 1986/1987
- 1988 - Menção do Júri do Prémio Europeu Pier Paolo Vergerio da Universidade de Pádua, Itália
- 1988 - Prémio do Centro Português para o Teatro para a Infância e Juventude
- 1993 - Prémio Nacional de Crónica Press Club/ Clube de Jornalistas
- 2002 - Prémio da Crítica, da Secção Portuguesa da Associação Internacional de Críticos Literários
- 2004 - Prémio de Crónica 2004 da Casa da Imprensa
- 2004 - Prémio de Poesia Luís Miguel Nava 2003
- 2005 - Grande Prémio de Poesia da Associação Portuguesa de Escritores/CTT
- 2011 - Prémio Camões[1][2]
- 2012 - Prémio Teixeira de Pascoaes (póstumo)[1]